# Rossemaison
Rossemaison är en ort och kommun i distriktet Delémont i kantonen Jura, Schweiz. Kommunen har 733 invånare (2023).